# Maurice Druon

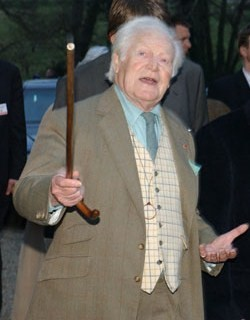
Maurice Druon

Maurice Druon (született Maurice Kessel, Párizs, 1918. április 23. – Párizs, 2009. április 14.) francia író, költő, politikus, a Francia Akadémia tagja.

## Származása, ifjúkora
Számos vidékről származtak ősei, többek között Languedoc, Flandria, Brazília és Oroszország területén is voltak gyökerei. Nagybátyja, Joseph Kessel szintén irodalmár és Francia Akadémia halhatatlanjainak tagja volt, és rokona volt Charles Cros, a 19. századi költő és feltaláló. Gyermekkorát Normandiában töltötte, középiskolába a párizsi Michelet Gimnáziumba járt. 1936-ban megnyerte a rangos tanulmányi versenyt, a concours général-t. 1937–1939 között politológiát hallgatott az egyetemen. Első írásai 18 éves korában jelentek meg, aztán rendszeresen publikált különféle irodalmi folyóiratokban és szemlékben.

## A világháborúban
1940-ben a saumuri elit lovasiskola, a Cadre Noir növendéke lett. Druon lovassági tisztként szolgált a második világháborúban, majd a Vichy-kormány területére települt, kívül a németektől megszállt zónán. Ekkoriban mutatták be első darabját, a Mégarée-t. A fiatal író részt vett az ellenállásban, majd 1942-ben titokban Londonba menekült Spanyolországon és Portugálián keresztül, hogy részt vegyen a Charles de Gaulle vezette Szabad Franciaország munkájában. François d’Astier de la Vigerie tábornok szárnysegédje, majd az Honneur et Patrie („Becsület és Haza”) munkatársa lett. Nagybátyjával, Kessellel közösen szerezte a Partizánok dalát (1943). A belügyi és információs bizottság megbízottjaként a háború végéig haditudósítóként működött.

## Az író és kultúrpolitikus
1946-tól Druon az irodalomnak és a kultúrpolitikának szentelte életét: 1948-ban Goncourt-díjat nyert Les Grandes Familles (Finom famíliák) című regényével, 1966-ban pedig a monacói Irodalmi Tanács tagja lett és Péter herceg-díjat kapott addigi munkásságáért.
1969–1970 között az ORTF, a Francia Rádió és Televízió Hivatal reformbizottságában vállalt szerepet, közben két alkalommal is elnökölt a concours général győzteseit tömörítő szövetségben (1967–1973 és 1983–1987 között). 1973–1974 között kulturális miniszter, 1978–1981 között pedig Párizs nemzetgyűlési képviselője volt. Az Európa Tanács és a Nyugat-európai Unió parlamenti közgyűlésének tagja volt 1978–1981 között, illetve 1979–1980 között az Európai Közösség parlamentjében volt képviselő.

## Művei
Magyarországon talán történelmi regénysorozata, a hét könyvből álló Az elátkozott királyok (Les Rois maudits) a legismertebb Druon-mű.
- 1942 – Mégarée (színmű három felvonásban)
- 1943 – Le Sonneur de bien aller (novella)
- 1943 – Előszó a Silence de la mer-hez (Silence-füzetek)
- 1943 – Le Chant des Partisans (Joseph Kessellel közösen, Algír)
- 1944 – Lettres d’un Européen (esszé)
- 1946 – La Dernière Brigade (regény)
- 1947 – Ithaque délivrée (Edward Sackville-West The Rescue c. drámai költeményének fordítása)
- 1948 – Les Grandes Familles (Finom famíliák, regény)
- 1950 – La Chute des corps (Szabadesés, regény, „Finom famíliák II”)
- 1951 – Rendez-vous aux enfers (Találka a pokolban, regény, „Finom famíliák III”)
- 1952 – Remarques
- 1953 – Un voyageur (komédia egy felvonásban)
- 1953 – Le Coup de grâce (melodráma három felvonásban, Kessellel közösen)
- 1954 – La Volupté d’être (regény)
- 1955 – La Reine étranglée (A megfojtott királyné, történelmi regény, „Az elátkozott királyok II”)
- 1955 – Le Roi de fer (A vaskirály, történelmi regény, „Az elátkozott királyok I”)
- 1956 – Les Poisons de la couronne (Korona és méreg, történelmi regény, „Az elátkozott királyok III”)
- 1956 – L’Hôtel de Mondez (novella)
- 1957 – La Loi des mâles (Az ősi törvény, történelmi regény, „Az elátkozott királyok IV”)
- 1957 – Tistou les pouces verts (gyermekeknek)
- 1958 – Alexandre le Grand (mitológikus regény)
- 1959 – La Louve de France (Franciaország nőstényfarkasa, történelmi regény, „Az elátkozott királyok V”)
- 1960 – Le Lis et le Lion (Liliom és oroszlán, történelmi regény, „Az elátkozott királyok VI”)
- 1962 – Des Seigneurs de la plaine à l’hôtel de Mondez (novellák)
- 1962 – Théâtre (Mégarée, Un voyageur, La Contessa)
- 1963 – Les Mémoires de Zeus (Zeusz emlékiratai, regény)
- 1964 – Bernard Buffet (esszé)
- 1964 – Paris, de César à Saint Louis (történelmi esszé)
- 1965 – Le Pouvoir, notes et maximes
- 1965 – Les Tambours de la mémoire (emlékszöveg)
- 1966 – Les Rois maudits (Az elátkozott királyok, történelmi regény)
- 1967 – Les Mémoires de Zeus II (Zeusz emlékiratai II, történelmi regény)
- 1967 – Le Bonheur des uns (novellák)
- 1968 – Vézelay, colline éternelle
- 1968 – L’Avenir en désarroi (esszé)
- 1968 – Grandeur et signification de Leningrad
- 1970 – Lettres d’un Européen et Nouvelles Lettres d’un Européen, 1943-1970 (esszé)
- 1970 – Splendeur provençale
- 1972 – Une Église qui se trompe de siècle (esszé)
- 1974 – La Parole et le Pouvoir
- 1977 – Œuvres complètes (a szerző összes műve 25 kötetben)
- 1977 – Quand un Roi perd la France (Az országvesztő, történelmi regény, „Az elátkozott királyok VII”)
- 1981 – Attention la France!
- 1982 – Réformer la démocratie
- 1985 – La Culture et l’État
- 1987 – Vézelay, colline éternelle (új kiadás)
- 1994 – Lettre aux Français sur leur langue et leur âme
- 1997 – Circonstances
- 1998 – Circonstances. ** : Circonstances politiques, 1954-1974
- 1999 – Le bon français
- 1999 – Circonstances. *** : Circonstances politiques II, 1974-1998
- 2000 – La France aux ordres d’un cadavre.
- 2002 – Ordonnances pour un État malade
- 2003 – Le Franc-parler
- 2006 – Mémoires. L'aurore vient du fond du ciel

## Magyarul
- Finom famíliák. Regény; ford., bev. Pap Gábor; Európa, Bp., 1960
- Szabadesés; ford. Pap Gábor; Európa, Bp., 1963
- Találka a pokolban; ford. Pap Gábor; Európa, Bp., 1965 (5 világrész könyvei)
- Zeusz emlékiratai. Regény; ford. Philipp Berta; Európa, Bp., 1967 (Európa zsebkönyvek)
- Az elátkozott királyok. Történelmi regény, 1-6.; ford. Gyáros Erzsébet; Európa, Bp., 1970–1972 (Századok, emberek)
  - 1. A vaskirály; 1970
  - 2. A megfojtott királyné; 1970
  - 3. Korona és méreg; 1971
  - 4. Az ősi törvény; 1971
  - 5. Franciaország nőstényfarkasa; 1972
  - 6. Liliom és oroszlán; 1972

- [7.] Az országvesztő; ford. Kamocsay Ildikó; Európa, Bp., 1993
- Tistou és a virágok; ford. Michelberger Ágnes; Ecclesia, Bp., 1999

## Díjak, elismerések
1948-ban Goncourt-díjat kapott Les Grandes Familles (Finom famíliák) c. regényéért, majd életművéért 1966-ban megkapta a monacói Péter herceg-díjat, 1998-ban a Saint-Simon-díjat, 2000-ben pedig az Agrippa d’Aubigné-díjat.
A Monacói Irodalmi Társaság tagja volt 1966-1991 között, részt vesz a Brit Szerzők Társaságának Tanácsában, a Franciaország Archívumai Legfelsőbb Tanácsában és a Francia Nyelv Legfelsőbb Tanácsában. A Francia-Brit Tanács tagja, 1972 óta a Francia-Olasz Egyesület tiszteletbeli elnöke. A Nagykövetek Díja zsűrije konzultatív bizottságának elnöke.
Társult tag a Marokkói Királyi Akadémián (1980), az Athéni Akadémián (1981), a Brazil Irodalmi Akadémián (1995), a Román Akadémián (1996). A tiranai, a bostoni és a yorki (Ontario) egyetemen tiszteletbeli doktorrá (doctor honoris causa) avatták.
1966. december 8-án lett a Francia Akadémia halhatatlanjainak tagja, számára a 30. fotelt utalták ki, ahol előtte Georges Duhamel foglalt helyet. 1985. november 7-én örökös titkárrá választották, címéről 1999 októberében mondott le. 2000 januárjától haláláig tiszteletbeli örökös titkári címet viselt.
A Francia Köztársaság Becsületrendje nagykeresztjének birtokosa, az Ordre des Arts et des Lettres parancsnoka, a Brit Birodalom Lovagparancsnoka, a Máltai lovagrend érdemrendje tiszti fokozatának birtokosa, a Portugál Krisztus-rend nagykeresztjének birtokosa, illetve tagja vagy nemese Argentína, Belgium, Brazília, Görögország, Libanon, Marokkó, Mexikó, Monaco, Olasz- és Oroszország, illetve Szenegál és Tunézia különféle rendjeinek.